# Álvaro Cardoso
Álvaro Cardoso da Silva (Setúbal, 14 gennaio 1914 – 12 maggio 2004) è stato un calciatore e allenatore di calcio portoghese, di ruolo centrocampista.

## Carriera

### Nazionale
Ha collezionato 13 presenze con la propria Nazionale.

## Palmarès

### Giocatore

#### Competizioni nazionali
- Segunda Liga: 1

Vitória Setúbal: 1937-1938
- Campionato portoghese: 4

Sporting Lisbona: 1940-1941, 1943-1944, 1946-1947, 1947-1948
- Coppa di Portogallo: 4

Sporting Lisbona: 1940-1941, 1944-1945, 1945-1946, 1947-1948